# Ivar Huitfeldt
 Ikke at forveksle med F361 Iver Huitfeldt og Iver Huitfeldt-klassen.
Ivar Huitfeldt eller Iver Huitfeldt, i hans samtid kunne stavemåden være flydende, (født 5. december 1665 på Frederikssten i Norge, død 4. oktober 1710) var en dansk-norsk søofficer, og er blevet en dansk og norsk søhelt.
Huitfeldt tjente først i den franske flåde og blev videreuddannet i hollandsk og engelsk søkrigstjeneste. Blev udnævnt til kaptajn i den danske flåde i 1691 og kommandør i 1704. Han var fra 1704 – 1709 chef for orlogsværftet i Christianssand (nu Kristiansand).
Huitfeldt var under Den store nordiske krig chef for flåden. Han befandt sig på skibet Dannebroge, og i et slag ved Køge Bugt den 4. oktober 1710 mistede han livet, da han, for at ilden ikke skulle brede sig til de andre skibe, kastede anker og kæmpede videre i sit brændende skib indtil krudtkammeret blev antændt og skibet sprang i luften. Af besætningen på næsten 600 mand blev kun 9 reddet.
Ivar Huitfeldt lægger navn til den nye skibsklasse af fregatter i det danske søværn, Iver Huitfeldt-klassen, ligesom det ene af de tre skibe i klassen bærer navnet F361 Iver Huitfeldt.
Ved Langeliniepavillonen findes et mindesmærke for Ivar Huitfeldt omgivet af Japansk Kirsebær, der blomstrer medio april. Der forefindes ligeledes et monument i Søndre Køge havn rejst i 1906, hvor også Niels Juel mindes for sin indsats i Køge Bugt.
- Langeliniepromenaden med mindesmærket, skabt af F.E. Ring og Vilhelm Dahlerup, over Ivar Huitfeldt og hans sømænd i forgrunden.
- Medaljon af søhelten fra Huitfeldtsøjlen.